# Sébastien Fournier
Sébastien Fournier (n. Veysonnaz, Suiza, 27 de junio de 1971) es un exfutbolista suizo que se desempeñó como mediocampista y militó en diversos clubes de Suiza y Alemania. 

## Selección nacional
Fournier jugó 40 partidos internacionales, para la selección nacional suiza y anotó 3 goles. Participó en la Eurocopa 1996, donde su selección fue eliminado en la primera fase y en una sola Copa del Mundo FIFA, que fue en Estados Unidos 1994, donde la selección suiza fue eliminada en octavos de final.

## Clubes
| Club      | País     | Año       |
| --------- | -------- | --------- |
| FC Sion   | Suiza    | 1987-1996 |
| Stuttgart | Alemania | 1996-1997 |
| Servette  | Suiza    | 1997-2003 |

## Participaciones en Copas del Mundo
| Mundial                        | Sede           | Resultado        |
| ------------------------------ | -------------- | ---------------- |
| Copa Mundial de Fútbol de 1994 | Estados Unidos | Octavos de final |